# Festuca psammophila
Festuca psammophila — вид однодольних квіткових рослин з родини злакових (Poaceae).

## Опис
Багаторічна трав'яниста рослина, 15–55(70) см заввишки, з мочкуватим коренем. Стебла прямі, найчастіше зовсім гладкі, рідше коротко запушені. Листкові пластинки сірувато-зелені, ниткоподібні, щетинисті, закручені, жорсткі, жилаві, матові, від овальної до округлої форми в поперечному перерізі, 0.7–1.2(1.4) мм завширшки, поверхня гладка, верхівка тупа; язик дуже короткий; піхви листя жорсткі. Суцвіття — однобока волоть з жорсткими прямовисними гілочками 2—6.5 см завдовжки; колоски довгасті, стиснуті з боків, 6–7.5 мм завдовжки, 3–8 квіток. Колоскові луски подібні; нижня — ланцетоподібна, без кілів, 1-жилкова, верхівка загострена; верхня —ланцетоподібна, 3.2–4 мм завдовжки, 0.8–0.9 довжини сусідньої фертильної леми, без кілів, 3-жилкова, верхівка загострена. Лема 3.4–4.9 мм завдовжки, без кіля, 5-жилкова, верхівка загострена, 1-остюкова; остюк головної леми 0.5–1 мм завдовжки. Палея 2-жилковата. Довжина зерен 2–3 мм.

## Поширення
Поширення: Литва, Білорусь, Чехія, Словаччина, Німеччина, Польща, Україна.
Типові місця проживання — галявини та узлісся сухих соснових лісів на пісках. Потребує легких кислих ґрунтів і, як правило, напівзатінених місць існування, ненавидить конкуренцію вищих видів.